# Benediction (pel·lícula)
Benediction és una pel·lícula de drama romàntic biogràfic del 2021 escrita i dirigida per Terence Davies. És protagonitzada per Jack Lowden i Peter Capaldi com el poeta de guerra Siegfried Sassoon, juntament amb Simon Russell Beale, Jeremy Irvine, Calam Lynch, Kate Phillips, Gemma Jones i Ben Daniels. Va ser estrenada al Regne Unit el 20 de maig de 2022 per Vertigo Releasing i als Estats Units el 3 de juny de 2022 per Roadside Attractions. Ha estat doblada i subtitulada al català.

## Repartiment
- Jack Lowden com a Siegfried Sassoon
  - Peter Capaldi com a Siegfried Sassoon de vell
- Simon Russell Beale com a Robbie Ross
- Jeremy Irvine com a Ivor Novello
- Kate Phillips com a Hester Gatty
  - Gemma Jones com a Hester Gatty de vell
- Ben Daniels com a Dr Rivers
- Calam Lynch com a Stephen Tennant
  - Anton Lesser com a Stephen Tennant de vell
- Tom Blyth com a Glen Byam Shaw
- Matthew Tennyson com a Wilfred Owen
- Geraldine James com a Theresa Thornycroft
- Richard Goulding com a George Sassoon
- Lia Williams com a Edith Sitwell
- Suzanne Bertish com a Lady Ottoline Morrell
- Julian Sands com a Oficial mèdic en cap
- Jude Akuwudike com a sacerdot
- Giovanna Ria com a infermera

## Producció
El gener de 2020, Jack Lowden es va unir al repartiment de la pel·lícula, amb Terence Davies dirigint a partir d'un guió que havia escrit. El març de 2020, Peter Capaldi es va unir al repartiment de la pel·lícula. La El rodatge va començar el 8 de setembre de 2020, i va acabar el 22 d'octubre de 2020.